# Palácio Lobanov-Rostovsky
O Palácio Lobanov-Rostovsky ou a Residência Lobanov-Rostovsky (em russo: Дом Лобанова-Ростовского) é um edifício na Avenida Admiralteysky, em São Petersburgo, na Rússia, construído entre 1817 e 1820 para o Príncipe A.Y. Lobanov-Rostovsky. Hoje, o edifício abriga um hotel de luxo na cadeia de hotéis da Hotéis e Resorts Four Seasons, sob o nome de Four Seasons Hotel Lion Palace, se referindo aos dois Leões de Medici na entrada principal.

## Arquitetura
O estilo Neoclássico ou Império é um dos primeiros trabalhos do arquiteto Auguste de Montferrand. O edifício triangular está entre a Avenida Admiralteisky, a Avenida Voznesensky e a Praça de São Isaac.
A entrada principal, na Avenida Admiralteisky, tem um pórtico de oito colunas de frente para o Almirantado de São Petersburgo, e sua varanda é guardada por leões de mármore branco Medici feitos pelo escultor Paolo Triscorni em pedestais de granito. As esculturas de Triscorni ficaram famosas por Pushkin em seu último longo poema, The Bronze Horseman.

## História
Em 1824, o mezanino e o primeiro andar da residência foram alugados ao Ministério da Guerra do Império Russo por 63.000 rublos por ano. Em 23 de junho de 1828, todo o edifício foi comprado pelo Ministério da Fazenda por um milhão de rublos, e entre 1829 e 1830 foi restaurado para atender às necessidades do Ministério. Abrigou os principais estabelecimentos do Ministério até sua dissolução em 1918.
Depois de outubro de 1917, havia uma Academia Político-Militar, um museu aeronáutico e um dormitório localizado no edifício. A partir de 1946, o Project Institute no. 1, a organização principal para a concepção de edifícios industriais e complexos, foi sediado no edifício.
Em 2009, iniciou-se um projeto para restaurar o edifício para a cadeia de Hotéis e Resorts Four Seasons, que estava originalmente programado para ser inaugurado em 2011, e depois adiado para o início de 2012 e depois novamente para meados de 2013. O projeto foi subsequentemente terminado, e o hotel começou a funcionar como o Four Seasons Hotel Lion Palace.